# کیم کارنس
کیم کارنز (‎/kɑːrnz/‎؛ زاده ۲۰ ژوئیه ۱۹۴۵) یک خواننده و ترانه‌سرای آمریکایی است که در لس آنجلس متولد و بزرگ شده‌است. او کار خود را به‌عنوان ترانه‌سرا در دهه ۱۹۶۰ آغاز کرد و برای هنرمندان دیگر در حالی که در کلوپ‌های محلی اجرا می‌کرد و به عنوان خواننده پس‌زمینه با گروه مشهور Water Sisters کار می‌کرد (مستند ۲۰ قدم تا ستاره بودن) کار می‌کرد. او اولین آلبوم خود را با نام بر من استراحت کن در سال ۱۹۷۱ منتشر کرد.
سبک آوازی متمایز و خشن باعث مقایسه او با راد استوارت شده‌است. آخرین آلبوم استودیویی او Chasin' Wild Trains (2004) است. از سال ۲۰۱۷، کارنز در نشویل زندگی می‌کرد و به نوشتن موسیقی ادامه می‌دهد.
کیم کارنز در ۲۰ ژوئیه ۱۹۴۵ در لس آنجلس به دنیا آمد. پدرش، جیمز ریموند کارنز، وکیل دادگستری و مادرش مدیر بیمارستان بود. کیم کارنز از سه سالگی می‌دانست که خواننده و ترانه‌سرا خواهد شد، علی‌رغم این واقعیت که در خانواده‌ای موزیکال متولد نشده بود. او گفته پدرم که وکیل دادگستری بود فکر نمی‌کرد خوانندگی و نویسندگی حتی یک شغل باشد. کارنز در چهار سالگی با نوازنده همسایه‌اش دیوید لیندلی «ازدواج» کرد. او در پاسادنا کالیفرنیا بزرگ شد و در سال ۱۹۶۳ از دبیرستان سن مارینو فارغ‌التحصیل شد.